# Фіанаранцуа
Фіанаранцуа — місто в центральній частині Мадагаскару. Адміністративний центр регіону Верхня Маціатра (Haute Matsiatra).

## Клімат
Місто знаходиться у зоні, котра характеризується морським кліматом. Найтепліший місяць — січень із середньою температурою 21.7 °C (71.1 °F). Найхолодніший місяць — липень, із середньою температурою 14.9 °С (58.8 °F).
| Клімат Фіанаранцуа      | Клімат Фіанаранцуа | Клімат Фіанаранцуа | Клімат Фіанаранцуа | Клімат Фіанаранцуа | Клімат Фіанаранцуа | Клімат Фіанаранцуа | Клімат Фіанаранцуа | Клімат Фіанаранцуа | Клімат Фіанаранцуа | Клімат Фіанаранцуа | Клімат Фіанаранцуа | Клімат Фіанаранцуа | Клімат Фіанаранцуа |
| Показник                | Січ.               | Лют.               | Бер.               | Квіт.              | Трав.              | Черв.              | Лип.               | Серп.              | Вер.               | Жовт.              | Лист.              | Груд.              | Рік                |
| Середній максимум, °C   | 26,2               | 26,1               | 25,3               | 24,5               | 22,6               | 20,4               | 19,7               | 20,4               | 23                 | 25                 | 26,1               | 26,3               | 23,8               |
| Середня температура, °C | 21,7               | 21,6               | 20,9               | 19,9               | 17,6               | 15,4               | 14,9               | 15,3               | 17,1               | 19,2               | 20,7               | 21,4               | 18,8               |
| Середній мінімум, °C    | 17,2               | 17,2               | 16,6               | 15,2               | 12,7               | 10,5               | 10,1               | 10,2               | 11,2               | 13,4               | 15,3               | 16,6               | 13,9               |
| Норма опадів, мм        | 227.8              | 820.8              | 137.6              | 46.4               | 27.3               | 16.5               | 24.6               | 11.4               | 18                 | 61.5               | 124.9              | 241.4              | 1758.2             |
| Днів з дощем            | 19                 | 19                 | 21                 | 14                 | 11                 | 11                 | 13                 | 12                 | 7                  | 10                 | 15                 | 21                 | 173                |
| ----------------------- | ------------------ | ------------------ | ------------------ | ------------------ | ------------------ | ------------------ | ------------------ | ------------------ | ------------------ | ------------------ | ------------------ | ------------------ | ------------------ |
| Джерело: Weatherbase    |                    |                    |                    |                    |                    |                    |                    |                    |                    |                    |                    |                    |                    |

## Історія
Місто було побудоване на початку 19 століття народом Меріна як адміністративна столиця для знову завойованих царств Бецілеу (гірська етнічна група Мадагаскару).
Заснування Фіанаранцуа в 1830 році пов'язане з ім'ям королеви Ранавалуни. За задумом Ранавалуни, Фіанаранцуа повинно було стати другою столицею (після Антананаріву) і військовим форпостом для захисту південної частини центрального нагір'я. Міська забудова по своєму стилю нагадує Антананаріву.
З приходом європейських місіонерів Фіанаранцуа стало важливим центром для поширення католицтва в регіоні, на відміну від Антананаріву, де набули поширення різні напрями протестантизму.

## Економіка та освіта

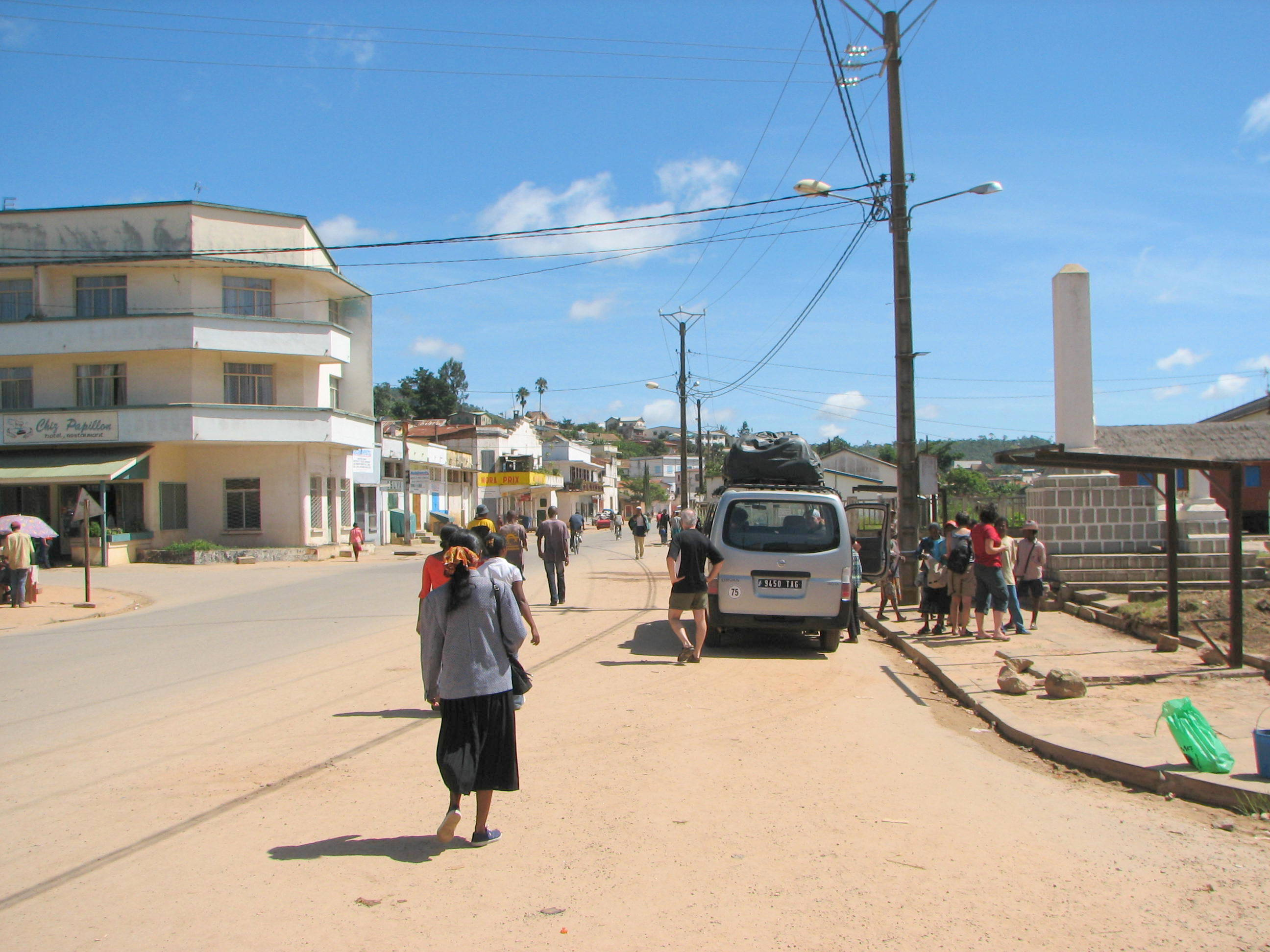
Вулиця Фіанаранцуа

Більша частина сучасного міста склалася в двадцяті роки, з поділом на верхнє місто (Собор Амбозонтані і історичні будівлі), середнє місто (офіси і банки) і нижнє місто (комерційний центр і залізнична станція). У місті є аеропорт. Автомобільна траса № 7 з'єднує місто з Амбусітрою на півночі і Амбалавао на півдні.
Фіанаранцуа малагасійською мовою означає «добра освіта». Це культурний та інтелектуальний центр всього острова. Воно є домом для деяких із найстаріших протестантських і лютеранських храмів на острові, найстарішої духовної семінарії (також лютеранської), а також римо-католицької архієпархії Фіанаранцуа. Місто «хорошої освіти» також може похвалитися університетом, побудованим в 1972 році. Фіанаранцуа вважається столицею вина на Мадагаскарі в зв'язку з наявністю багатьох підприємств виноробної промисловості.
На околицях Фіанаранцуа вирощуються кава, томати, тютюн, виноград і рис.
Фіанаранцуа відоме своєю політичною активністю і було однією з «гарячих точок» під час політичної кризи в 2002 році.
Фіанаранцуа було внесене Всесвітнім фондом пам'яток у 2008 році до Списку 100 об'єктів, що найбільше піддаються небезпеці, тому що багато будинків у старій частині міста терміново потребують ремонту. На щастя, більшість ремонтних робіт є відносно простими, і фонд сподівається, що внесення до списку приверне увагу до фінансування необхідних ремонтних робіт, щоб зберегти старе місто в попередній красі.